# Kirkeåret
 Denne artikel omhandler overvejende eller alene danske forhold. Hjælp gerne med at gøre artiklen mere almen.
Kirkeåret i den danske folkekirke begynder den første søndag i advent og slutter den sidste søndag efter Trinitatis.
Kirkeåret følger derfor et solår ækvivalent med den sædvanlige gregorianske kalender, dog således at det altid starter på samme ugedag: Den første dag i kirkeåret (kirkeårets nytår) er søndagen i intervallet 27. november til 3. december (inklusive) efter den sædvanlige kalender.
Påsken og med den andre af årets helligdage har en varierende placering som afhænger af månens faser. Men der er dog ikke tale om et egentligt måneår således som det kendes fra den muslimske kalender og dens placering af ramadan.

## Kirkeårets opbygning
Kirkeåret har en bestemt struktur. Adventstiden bygger op til jul; dernæst følger nytåret og Helligtrekongertiden. Så følger Fasten, der afsluttes ved påske. Efter påsketiden kommer pinse, og resten af året er Trinitatistiden.

### Septuagesima
Septuagesima er den 9. søndag før påske; navnet betyder "den 70.", underforstået "dag før påske", selv om dagen kun ligger 63 dage før påske.

### Seksagesima
Seksagesima er den 8. søndag før påske; navnet betyder "den 60.", underforstået "dag før påske", selv om dagen kun ligger 56 dage før påske.

### Quinquagesima
Quinquagesima er den 7. søndag før påske (fastelavns søndag); navnet betyder "den 50.", underforstået "dag før påske", selv om dagen kun ligger 49 dage før påske.
Denne dag bliver benævnt som "fastelavns søndag" i dag. Betegnelsen Quinquagesima bruges ikke i daglig tale i vor tid længere.